# На литературном посту
«На литературном посту» (рос. На літературному посту) — журнал, критико-теоретичний орган Російської асоціації пролетарських письменників (РАПП).
Видавався у 1926—1932 роках (у 1923—1925 роках — під назвою «На посту») в Москві.
Періодичність — 2 рази на місяць. Редактор — Леопольд Авербах.
Автори:
- Л. Авербах,
- Єрмілов Володимир Володимирович
- М. Гус
- М.Беккер і ін.

Позиція редакторів журналу полягала в ігноруванні літератури іншої від їхньої, відмінної, що в середині 20-их років породило термін «Напостіство»